# Staatliche Universität Novi Pazar
Die Staatliche Universität Novi Pazar (serbisch: Државни универзитет у Новом Пазару/Državni univerzitet u Novom Pazaru) ist eine staatliche Universität in Novi Pazar, Serbien. Sie wurde 2006 gegründet und ist Mitglied im Netzwerk der Balkan-Universitäten.

## Fakultäten
- Fakultät für Ingenieurwissenschaften
- Fakultät für Philosophie
- Fakultät für Wirtschaftsrecht